# John C. G. Röhl
John Charles Gerald Röhl (Londres, 31 de maio de 1938 – Sussex, 17 de novembro de 2023) foi um historiador britânico notável por seu trabalho sobre a Alemanha Imperial e a história europeia.

## Trabalho
Depois de Germany Without Bismarck (1967), Röhl editou a correspondência política de Philipp, Príncipe de Eulenburg (1847-1921), o amigo mais próximo do Guilherme II da Alemanha até sua queda em uma série de escândalos em 1907-09, em três volumes sob os auspícios da Comissão Histórica da Academia de Ciências da Baviera. Esta edição, publicada na série Deutsche Geschichtsquellen des 19. und 20. Jahrhunderts entre 1976 e 1983, inovou, demonstrando o poder pessoal exercido pelo Kaiser, sua corte e seus favoritos como distinto das instituições estatais do sistema monárquico-militar que haviam sido legados por Bismarck. Uma conferência organizada por Röhl, juntamente com o antropólogo cultural Nicolaus Sombart no palácio do Kaiser na ilha de Corfu em setembro de 1979, marcou o início de uma mudança na historiografia alemã do estruturalismo para um maior interesse por personalidades, relacionamentos, suposições culturais, emoções humanas e as fontes de arquivo que as refletiam. Os documentos da conferência, editados por Röhl e Sombart, foram publicados pela Cambridge University Press em 1982 sob o título Kaiser Wilhelm II – New Interpretations: The Corfu Papers. Seguiu-se uma coleção de ensaios sobre Guilherme II e aspectos da governança na Alemanha Imperial intitulada Kaiser, Hof und Staat (1987) e The Kaiser and his Court (1994), respectivamente.
Em 1981, Röhl iniciou mais pesquisas de arquivo para o que se tornaria uma biografia de três volumes do Kaiser Guilherme II, publicada em alemão pela C. H. Beck Verlag em Munique entre 1993 e 2008, e em tradução para o inglês pela Cambridge University Press entre 1998 e 2014 A biografia, galardoada com o Prémio Einhard de Biografia Europeia em 2013, é considerada um importante contributo para a controvérsia em curso sobre as origens da Primeira Guerra Mundial. Um estudo muito mais breve do Kaiser, o neto mais velho da Rainha Vitória, apareceu sob o título Kaiser Wilhelm II 1859–1941: A Concise Life (Cambridge University Press 2014).
Em 1996, em colaboração com os geneticistas Martin J. Warren e David Hunt, John Röhl exumou os restos mortais da irmã do Kaiser Charlotte Hereditária Princesa de Saxe-Meiningen (1860-1919) na Turíngia e sua filha Princesa Feodora de Reuss (1879-1945 ) na Polônia. A análise de seu DNA mostrou que ambas as mulheres, neta e bisneta da rainha Vitória, respectivamente, sofriam de uma forma do distúrbio genético dominante porfiria variegata, demonstrando assim a validade da teoria avançada anteriormente pela professora Ida Macalpine e seu filho. Dr. Richard Hunter que esta doença tinha sido a causa provável de George III a "loucura". Essas descobertas foram publicadas no livro Purple Secret: Genes, 'Madness' and the Royal Houses of Europe (1998).

## Publicações
- Germany Without Bismarck: The Crisis of Government in the Second Reich 1890–1900, 1967.

- - Deutschland ohne Bismarck. Die Regierungskrise im Zweiten Kaiserreich 1890–1900, 1969.

- From Bismarck to Hitler: The Problem of Continuity in German History, 1970.
- 1914: Delusion or Design? The Testimony of Two German Diplomats, 1973.
- Philipp Eulenburgs Politische Korrespondenz, 3 vols., 1976–1983.
- Kaiser Wilhelm II – New Interpretations: The Corfu Papers, 1982.
- Kaiser, Hof und Staat: Wilhelm II. und die deutsche Politik, 1987.
- The Kaiser and His Court: Wilhelm II and the Government of Germany, 1994.
- Der Ort Kaiser Wilhelms II. in der deutschen Geschichte, 1991.
- Purple Secret: Genes, 'Madness' and the Royal Houses of Europe, 1998.
- Wilhelm II. Die Jugend des Kaisers 1859–1888, 1993.

- - Young Wilhelm: The Kaiser's Early Life, 1859–1888, 1998.

- Wilhelm II. Der Aufbau der Persönlichen Monarchie 1888–1900, 2001.

- - Wilhelm II: The Kaiser's Personal Monarchy, 1888–1900, 2004.

- Wilhelm II. Der Weg in den Abgrund 1900–1941, 2008.

- - Wilhelm II: Into the Abyss of War and Exile, 1900–1941, 2014.

- Kaiser Wilhelm II 1859–1941: A Concise Life, 2014.